# Hautes-Alpes
Hautes-Alpes (Visoke Alpe) (oznaka 05) je francoski departma na jugovzhodu države ob meji z Italijo, v Alpah. 

## Zgodovina
Departma je bil ustanovljen v času francoske revolucije 4. marca 1790 iz jugovzhodnega dela nekdanje province Dauphiné in dela Provanse.

## Geografija
Hautes-Alpes leži na severu regije Provansa-Alpe-Azurna obala ob meji z Italijo. Na jugu meji na departma Alpes-de-Haute-Provence, na zahodu in severu pa na departmaje regije Auvergne-Rona-Alpe Drôme, Isère in Savojo.
Povprečna nadmorska višina departmaja znaša preko 1000 metrov, najvišje ležeči predeli pa segajo čez 4000 metrov.
Glavna reka departmaja Durance je z jezom, zgrajenim leta 1961, ustvarila največje umetno jezero v Evropi Lac de Serre-Ponçon.